# Salut Salon

Logo del grupo

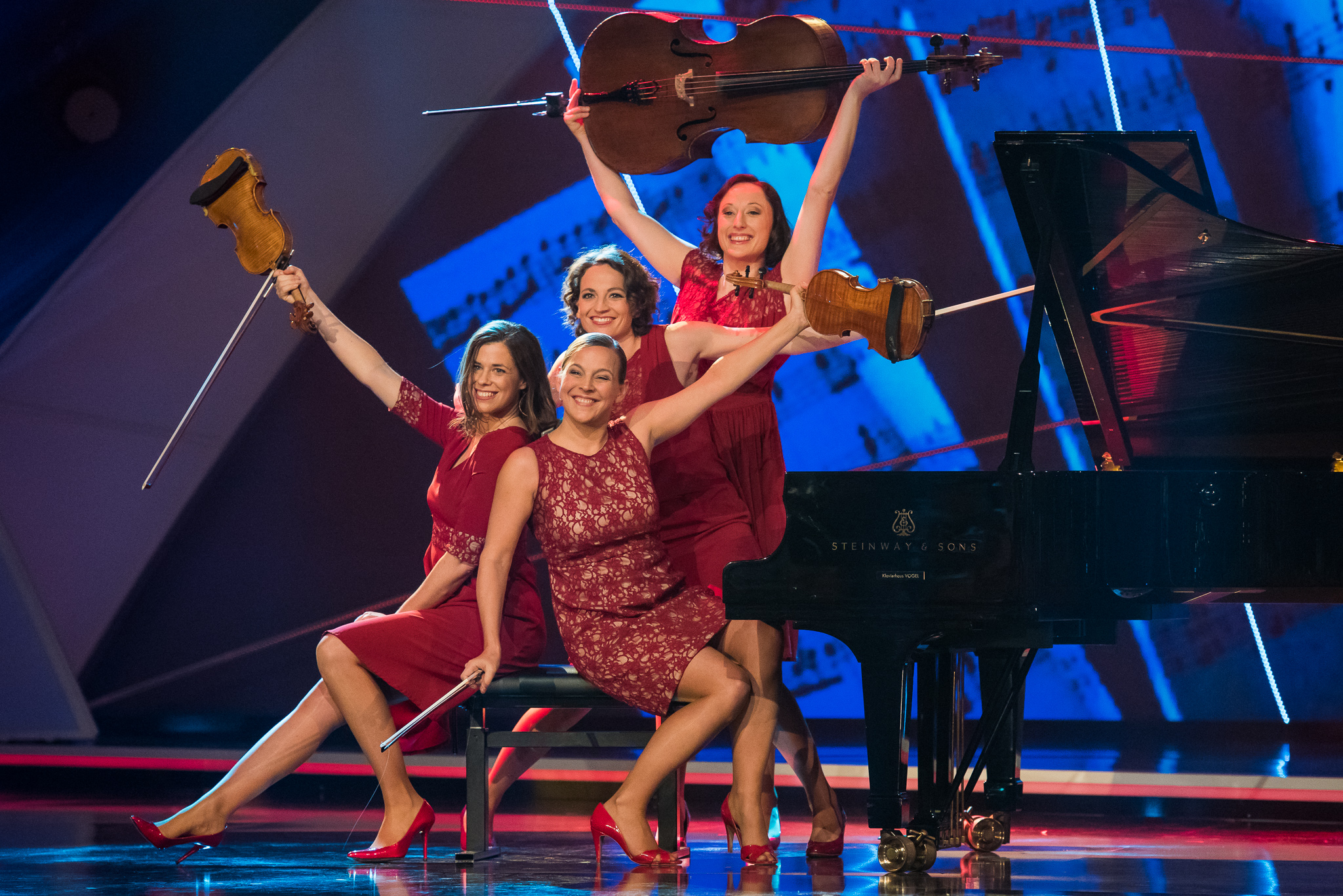
Salut Salon en el momento estelar de la Gala en 2014 de BR

Salut Salon es el nombre del cuarteto femenino de música de cámara de Hamburgo. Fue fundado en el 2000 por Angelika Bachmann e Iris Siegfried. El cuarteto está formado por un piano, un violonchelo y dos violines.
Las características de su repertorio son sus nuevos arreglos de canciones clásicas y música de películas, así como canciones propias, tango, pop, jazz, espectáculos de marionetas y acrobacias con instrumentos. El nombre de Salut Salon viene de una de las canciones preferidas del cuarteto original (con Ameli Winkler al piano y Simone Bachmann con el violonchelo)

## Historia
Las fundadoras del grupo se conocieron en 1980 en Hamburgo donde tocaban juntas en la orquesta del colegio. Siguieron tocando juntas posteriormente en el instituto. Más tarde conocieron a Ameli Winkler, la que sería la pianista del grupo, en un lugar de encuentro para actores, músicos y literarios. 
Como un cuarteto (con Ameli Winkler al piano y Simone Bachmann al violoncelo) realizaron su primera actuación juntas en el otoño de 1999 en la galería de Rose en Hamburgo. En los años siguientes el cuarteto actuó con más frecuencia. El 3 de enero de 2003 tocaron en la sala de conciertos de Hamburgo su primer gran concierto, para el cual tuvieron incluso carteles repartidos por toda la ciudad. Poco después Warner les ofreció un contrato discográfico, con el cual lanzaron su primer álbum Was kann das Herz dafür (¿Qué puede hacer el corazón?).
Mientras tanto, el cuarteto estuvo dando 100 conciertos al año. En los primeros años la formación cambió de pianista y violonchelista, manteniendo el núcleo del conjunto las violinistas Angelika Bachmann e Iris Siegfried. A partir del año 2008 se unieron la pianista Anne von Twardowski y la violonchelista Sonja Lena Schmid.
Desde el 2005 el cuarteto ha ido dando conciertos en el extranjero. Dan conciertos regularmente en EE. UU., China (en 2010, representando a Hamburgo en la Expo de Shanghái como embajadoras musicales), en Canadá, Chile, Rusia, Suiza, Italia, Luxemburgo y España. Estas numerosas actuaciones han estado emitidas tanto por la radio como por televisión.
En 2012 el cuarteto se fue de gira para celebrar el décimo aniversario del grupo, a pesar de llevar 12 años tal y como señaló con un guiño Iris Seigfried en el estreno en Hamburgo en el  Thalia Theater.

## Componentes del grupo
- Angelika Bachmann (n. 1972) - Violín
- Iris Siegfried (n. 1972) - Violín
- Sonja Lena Schmid (n. 1981) - Violonchelo
- Anne-Monika von Twardowski (n. 1982) - Piano

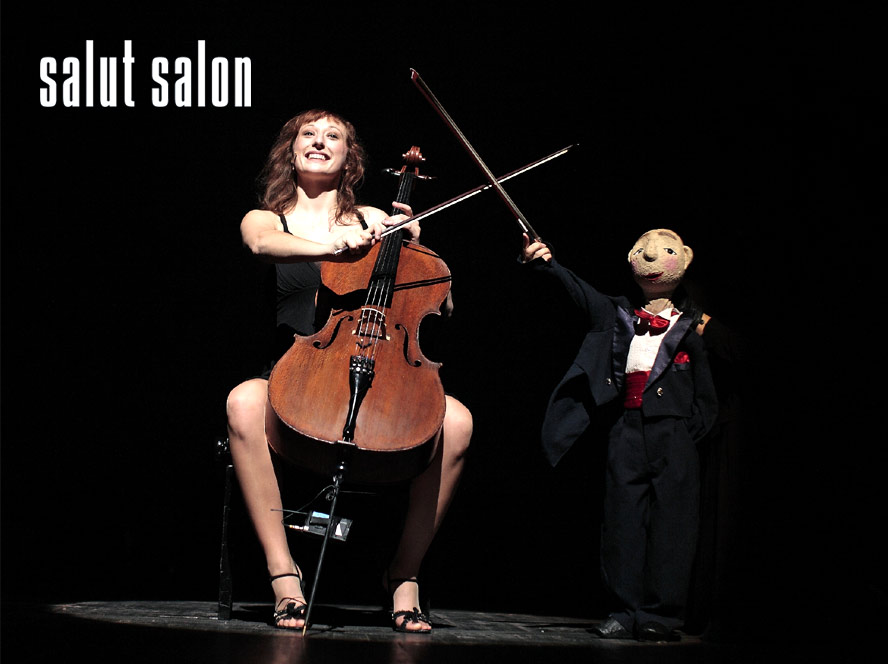
Sonja con la marioneta Oskar, que juega en cada programa un importante rol.

## Programa
Salut Salon escribe su propio programa de música, mezclado con música clásica de películas, folk, jazz y pop. En todos sus programas juega un papel muy importante la canción Tango Nuevo del compositor argentino Astor Piazzolla.

### Programa
- 2004/05: Was kann das Herz dafür? (¿Qué puede hacer el corazón?)
- 2007/08: Herzenssache (La materia del corazón)
- 2009:    Klassisch verführt (Seducción clásica)
- 2010:    Um alles in der Welt (Todo en el mundo)
- 2011:    Ein Haifisch im Aquarium (Un tiburón en el acuario)
- 2012:    Jubiläumsprogramm „Dichtung & Wahrheit" (Programa de aniversario „Dichtung & Wahrheit")
- 2013/14: Die Nacht des Schicksals (La noche del destino)

## Proyecto social
Las fundadoras del grupo Angelika Bachmann e Iris Siegfried combinan su trabajo artístico con una obra social en la que aseguran que los jóvenes puedan disfrutar de la música como una experiencia fundamental. Desde la década de 1990, se involucran en
varios proyectos con niños. En octubre de 2011, ambas recibieron por su compromiso, la Cruz Federal del Mérito.

### Concurso instrumental de Hamburgo
Desde 2013 Angelika Bachmann e Iris Siegfried dirigen el renombrado Concurso Instrumental de Hamburgo, establecido por la Asociación Nacional de Músicos, y profesores de música, hace más de 60 años. Se lleva a cabo cada año en otoño. Durante más de 30 años, los ganadores del concurso consiguen pasar a presentarse al gran concierto de los niños en el Laeiszhalle Hamburgo. Cada año, compiten más de 250 niños y adolescentes de 6 a 20 años.

## Premios
- 2004: Premio "inventio" del Consejo Alemán de Música y la Fundación "100 años de Yamaha"

## Película
„Salut Salon – Lady-Power im Quartett“ (Regie: Ralf Pleger / arte 2011)

## Enlaces a webs
- Página oficial (alemán): www.salutsalon.de
- Canal oficial de YouTube: Salut Salon